# Thraupis cyanoptera
Thraupis cyanoptera е вид птица от семейство Тангарови (Thraupidae). Видът е почти застрашен от изчезване.

## Разпространение
Видът е разпространен в Бразилия.